# Classical and Quantum Gravity
Classical and Quantum Gravity és una revista atentament revisada per experts que comprèn tots els aspectes de la física gravitacional i la teoria d'espaitemps.
El seu àmbit d'aplicació inclou:
- Relativitat general clàssica
- Aplicacions de relativitat
- Gravitació experimental
- Cosmologia i l'univers primitiu
- Gravetat quàntica
- Supergravetat, supercordes i Supersimetria
- Física matemàtica rellevant a la gravitació

L'editor en cap és Clifford M Will a la Universitat de Washington a St Louis. El factor d'impacte de 2013 és 3,103 segons la Journal Citation Reports. A partir d'octubre de 2015, la revista publica cartes, a més d'articles regulars.
Com a company a la revista principal, hi ha un lloc web CQG + que destaca els articles d'alta qualitat publicats a la revista i per augmentar la visibilitat d'aquests articles. Això també ha aparegut ressenyes de pel·lícules relacionades amb la gravetat Interstellar i The Theory of Everything.
Classical and Quantum Gravity també dona suport al camp de la física gravitacional amb el patrocini de la British Gravity Meeting.

## Resums i indexació
Aquesta revista està indexada a les següents bases de dades:
- Ciència Citation l'índex va Expandir
- Continguts actuals / física, química i ciències de la Terra
- Scopus
- Inspec
- Chemical Abstracts Service
- INIS (Sistema d'Informació Nuclear Internacional)
- Mathematical Reviews
- MathSciNet
- Sistema de Dada de la NASA
- PASCAL (base de dades)
- INSPIRA-HEP
- VINITI - Referativnyi Zhurnal
- Zentralblatt MATH